# Marco Arop
Marco Arop (Cartum, 20 de setembro de 1998) é um meio-fundista canadense nascido no Sudão, campeão mundial e pan-americano dos 800 metros.
Em Paris 2024 ele conquistou a medalha de prata, com o tempo de 1:41.20, o quinto melhor da história dos 800 metros.